# Xanthochlorus fulvus
Xanthochlorus fulvus är en tvåvingeart som beskrevs av Negrobov 1978. Xanthochlorus fulvus ingår i släktet Xanthochlorus och familjen styltflugor. Inga underarter finns listade i Catalogue of Life.